# Bains municipaux de Mulhouse
Les bains municipaux de Mulhouse sont un monument historique situé à Mulhouse, dans le département français du Haut-Rhin.

## Localisation
Ce bâtiment est situé au 7, rue Pierre-et-Marie-Curie à Mulhouse.

## Historique
Les travaux commencent en 1912 et l'inauguration a lieu en 1925.
L'édifice fait l'objet d'une inscription au titre des monuments historiques depuis 2008.